# Гоміняйнш
Гоміняйнш (порт. Gominhães; МФА: [gu.mi.ˈɲɐ̃jʃ]) — парафія в Португалії, у муніципалітеті Гімарайнш. Розташована в північно-західній частині країни, на теренах історичної португальської провінції Дору-Міню. Входить до складу округу Брага. За адміністративним поділом, чинним до 1976 року, терени парафії були складовою провінції Міню. Належить до Бразької архідіоцезії Католицької церкви. Патрон — святий Петро. Площа — 2,1531 км². Населення — 511 ос. (2011). Сильно урбанізований регіон. Густота населення — 237,33 осіб/км²
. Код — 030819.

## Населення
| Кількість мешканців | Кількість мешканців | Кількість мешканців | Кількість мешканців | Кількість мешканців | Кількість мешканців | Кількість мешканців | Кількість мешканців | Кількість мешканців | Кількість мешканців | Кількість мешканців | Кількість мешканців | Кількість мешканців | Кількість мешканців | Кількість мешканців |
| ------------------- | ------------------- | ------------------- | ------------------- | ------------------- | ------------------- | ------------------- | ------------------- | ------------------- | ------------------- | ------------------- | ------------------- | ------------------- | ------------------- | ------------------- |
| 1864                | 1878                | 1890                | 1900                | 1911                | 1920                | 1930                | 1940                | 1950                | 1960                | 1970                | 1981                | 1991                | 2001                | 2011                |
| 275                 | 293                 | 305                 | 307                 | 334                 | 314                 | 338                 | 434                 | 463                 | 492                 | 446                 | 498                 | 550                 | 507                 | 511                 |